# Twardówka (anatomia)

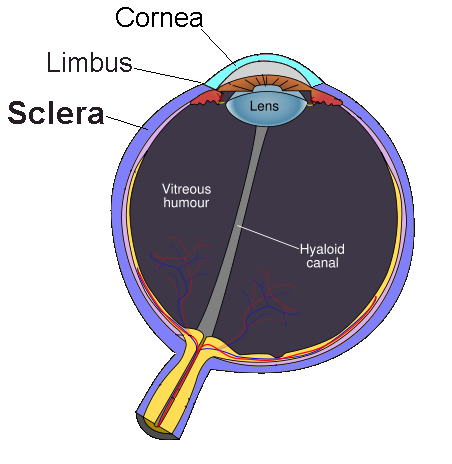
Schemat budowy oka ludzkiego z zaznaczoną twardówką (Sclera)

Twardówka, białkówka (łac. sclera) – w anatomii kręgowców najbardziej zewnętrzna, biała warstwa gałki ocznej, nadająca jej kształt i pełniąca funkcje ochronne. Otacza oko od strony oczodołu, w przedniej części gałki ocznej przechodzi w rogówkę. U ssaków zbudowana jest z tkanki łącznej włóknistej; u pozostałych kręgowców zawiera również elementy chrząstki i tkanki kostnej.
U człowieka, w części tylnej, w miejscu gdzie twardówka przechodzi w pochewkę nerwu wzrokowego, grubość jej jest największa i wynosi 1,3 mm. W części przedniej jest najcieńsza i jej grubość równa się 0,3 mm. Jest słabo unaczyniona i mało czuła. 
Warstwy tworzące twardówkę:
- istota właściwa twardówki (substantia propria sclerae)
- blaszka brunatna twardówki (lamina fusca sclerae)
- blaszka nadtwardówkowa (lamina episcleralis).

Ponadto w twardówce można wyróżnić następujące struktury: kanał twardówki (lamina sclerae), blaszkę sitową twardówki (lamina cribrosa sclerae), zatokę żylną twardówki (kanał Schlemma) (sinus venosus sclerae).